# Milton Hobus
Milton Hobus (Rio do Sul, 28 de agosto de 1958) é um político brasileiro.

## Biografia
Filho de Harry e Irene Hobus, foi sócio fundador da empresa Sulfer e atualmente é sócio proprietário das empresas Motociclo HB e Royal Ciclo Ltda.
Na área social, foi presidente da Comissão Pró-Construção do Hospital Regional do Alto Vale do Itajaí, presidindo a instituição mais tarde.
Foi membro do conselho curador da Universidade para o Desenvolvimento do Alto Vale do Itajaí (Unidavi) e conselheiro da Associação Comercial e Industrial de Rio do Sul (Acirs).
Em 2001 foi eleito o 'Empresário Social do Ano' no estado de Santa Catarina.
É diretor de enduro da Federação Catarinense de Motociclismo.
Eleito pela primeira vez em 2004 pelo Partido Progressista (PP), Milton Hobus foi reeleito prefeito da cidade de Rio do Sul nas eleições de 2008, pelo Democratas (Brasil (DEM), entrando para a história como o primeiro prefeito reeleito na cidade. Milton Hobus se reelegeu com 81% dos votos, a maior votação de Rio do Sul para prefeito em todos os tempos.
Em janeiro de 2013, Hobus assumiu a Secretaria de Estado da Defesa Civil, a convite do governador Raimundo Colombo.
Nas eleições de 2014, em 5 de outubro, foi eleito deputado estadual para a 18ª legislatura (2015 — 2019), reeleito para a 19ª legislatura (2019 — 2023).